# Kanton Plélo
Der Kanton Plélo (bretonisch Kanton Pleuloc'h) ist seit 2015 ein französischer Kanton in den Arrondissements Guingamp und Saint-Brieuc, im Département Côtes-d’Armor, in der Region Bretagne; sein Hauptort ist Plélo.

## Geschichte
Der Kanton entstand mit der Neuordnung der Kantone in Frankreich im Jahr 2015. Die Gemeinden gehörten früher zu den Kantonen Quintin (8 Gemeinden), Châtelaudren (6 Gemeinden), Plouagat (5 Gemeinden), Plœuc-sur-Lié und Ploufragan (je 2 Gemeinden).

## Lage
Der Kanton liegt im Zentrum des Départements Côtes-d’Armor.

## Gemeinden
Der Kanton besteht aus 22 Gemeinden mit insgesamt 26.100 Einwohnern (Stand: 1. Januar 2022) auf einer Gesamtfläche von 388,86 km²:
| Gemeinde              | Bretonisch           | Einwohner (2022) | Fläche (km²) | Code postal | Code Insee | Arrondissement |
| --------------------- | -------------------- | ---------------- | ------------ | ----------- | ---------- | -------------- |
| Boqueho               | Boskazoù             | 1.054            | 27,12        | 22170       | 22011      | Guingamp       |
| Bringolo              | Brengoloù            | 510              | 9,38         | 22019       | 22019      | Guingamp       |
| Châtelaudren-Plouagat | Kastellaodren-Plagad | 3.968            | 32,44        | 22170       | 22038      | Guingamp       |
| Cohiniac              | Kastellaodren        | 397              | 12,26        | 22800       | 22045      | Guingamp       |
| La Harmoye            | Lanhervoed           | 379              | 17,67        | 22320       | 22073      | Saint-Brieuc   |
| Lanfains              | Lanfeun              | 1.091            | 21,87        | 22800       | 22099      | Saint-Brieuc   |
| Lanrodec              | Landrodeg            | 1.380            | 31,92        | 22800       | 22116      | Guingamp       |
| Le Fœil               | Ar Fouilh            | 1.382            | 20,54        | 22800       | 22059      | Saint-Brieuc   |
| Le Leslay             | Al Leslae            | 154              | 5,01         | 22800       | 22126      | Saint-Brieuc   |
| Le Vieux-Bourg        | Bourc'h Kintin       | 760              | 25,13        | 22800       | 22386      | Saint-Brieuc   |
| Plaine-Haute          | Plenaod              | 1.705            | 15,29        | 22800       | 22170      | Saint-Brieuc   |
| Plélo                 | Pleuloc'h            | 3.283            | 43,38        | 22170       | 22182      | Guingamp       |
| Plerneuf              | Plerneg              | 1.119            | 8,30         | 22170       | 22188      | Guingamp       |
| Plouvara              | Plouvara             | 1.149            | 22,19        | 22170       | 22234      | Guingamp       |
| Quintin               | Kintin               | 2.743            | 3,12         | 22800       | 22262      | Saint-Brieuc   |
| Saint-Bihy            | Sant-Bic'hi          | 261              | 8,22         | 22800       | 22276      | Saint-Brieuc   |
| Saint-Brandan         | Sant-Vedan           | 2.285            | 25,16        | 22800       | 22277      | Saint-Brieuc   |
| Saint-Fiacre          | Sant-Fieg            | 212              | 9,70         | 22720       | 22289      | Guingamp       |
| Saint-Gildas          | Sant-Weltaz          | 242              | 15,54        | 22800       | 22291      | Saint-Brieuc   |
| Saint-Jean-Kerdaniel  | Sant-Yann-Gerdaniel  | 691              | 11,12        | 22170       | 22304      | Guingamp       |
| Saint-Péver           | Sant Pever           | 388              | 13,13        | 22720       | 22322      | Guingamp       |
| Trégomeur             | Tregonveur           | 947              | 10,37        | 22590       | 22356      | Guingamp       |
| Kanton Plélo          | Pleuloc'h            | 26.100           | 388,86       | -           | 2215       | -              |

## Veränderungen im Gemeindebestand seit der landesweiten Neuordnung der Kantone
2019: Fusion Châtelaudren und Plouagat → Châtelaudren-Plouagat

## Politik
Im 1. Wahlgang am 22. März 2015 erreichte keines der drei Wahlpaare die absolute Mehrheit. Bei der Stichwahl am 29. März 2015 gewann das Gespann Françoise Golhen/Yves-Jean Le Coqû (beide Union de la droite) gegen Valérie Berthier-Levif/Denis Follet (beide PS) mit einem Stimmenanteil von 57,31 % (Wahlbeteiligung:55,19 %).
| Vertreter im conseil général des Départements | Vertreter im conseil général des Départements | Vertreter im conseil général des Départements |
| Amtszeit                                      | Name                                          | Partei                                        |
| --------------------------------------------- | --------------------------------------------- | --------------------------------------------- |
| 2015–                                         | Françoise Golhen Yves-Jean Le Coqû            | Union de la droite                            |